# Limnonectes timorensis
Limnonectes timorensis är en groddjursart som först beskrevs av Smith 1927.  Limnonectes timorensis ingår i släktet Limnonectes och familjen Dicroglossidae. Inga underarter finns listade i Catalogue of Life.